# 移剌扎八
移剌扎八，又作移剌札八，契丹族，移剌氏（耶律氏），金朝民变领袖。
移剌扎八为原为金朝军事人物，大定元年（1161年），奉命与前押军谋克播斡等去招降移剌窝斡领导的契丹起事军。他见契丹变民军人众兵强，车帐满野，可以成大事，于是留在变民军中，转战各地。大定二年（1162年），移剌窝斡被部下叛将奚族稍合住出卖被执杀后，移剌扎八与括里率众南逃，面对金将完颜宗亨率领的追兵，诈降，自称率兵追击括里，同括里一起投奔宋朝。后来帮助宋将李世辅拒战金军，攻取宿州。